# 槐山警察署
槐山警察署（クェサンけいさつしょ）は、忠北地方警察庁所管の警察署である。

## 管轄区域
- 槐山郡、曽坪郡

## 沿革
- 1945年10月21日 - 開署
- 1963年1月1日 - 上芼面（現：水安堡面）が槐山郡から中原郡に編入されたことに伴って当警察署から忠州警察署へ移管。
- 1988年4月23日 - 現在の庁舎が竣工。

## 組織
- 警務課
- 生活安全課
- 警備交通課
- 情報保安課

## 管轄地区隊
槐山郡
- 槐山地区隊

曽坪郡
- 曽坪地区隊

## 管轄派出所
槐山郡
- 清安派出所
- 延豊派出所
- 七星派出所
- 青川派出所
- 仏頂派出所

## 管轄治安センター
槐山郡
- 沼寿治安センター
- 沙梨治安センター
- 長延治安センター
- 甘勿治安センター
- 松面治安センター

曽坪郡
- 道安治安センター